# Пси⁸ Возничего
Пси⁸ Возничего (лат. ψ⁸ Aurigae), 61 Возничего (лат. 61 Aurigae), HD 50204 — одиночная звезда в созвездии Возничего на расстоянии приблизительно 688 световых лет (около 211 парсеков) от Солнца. Видимая звёздная величина звезды — +6,443m.

## Характеристики
Пси⁸ Возничего — бело-голубая звезда спектрального класса B9,5pSi. Радиус — около 2,78 солнечных, светимость — около 134,86 солнечных. Эффективная температура — около 9290 К.